# 富爾-羅伊恩塔爾

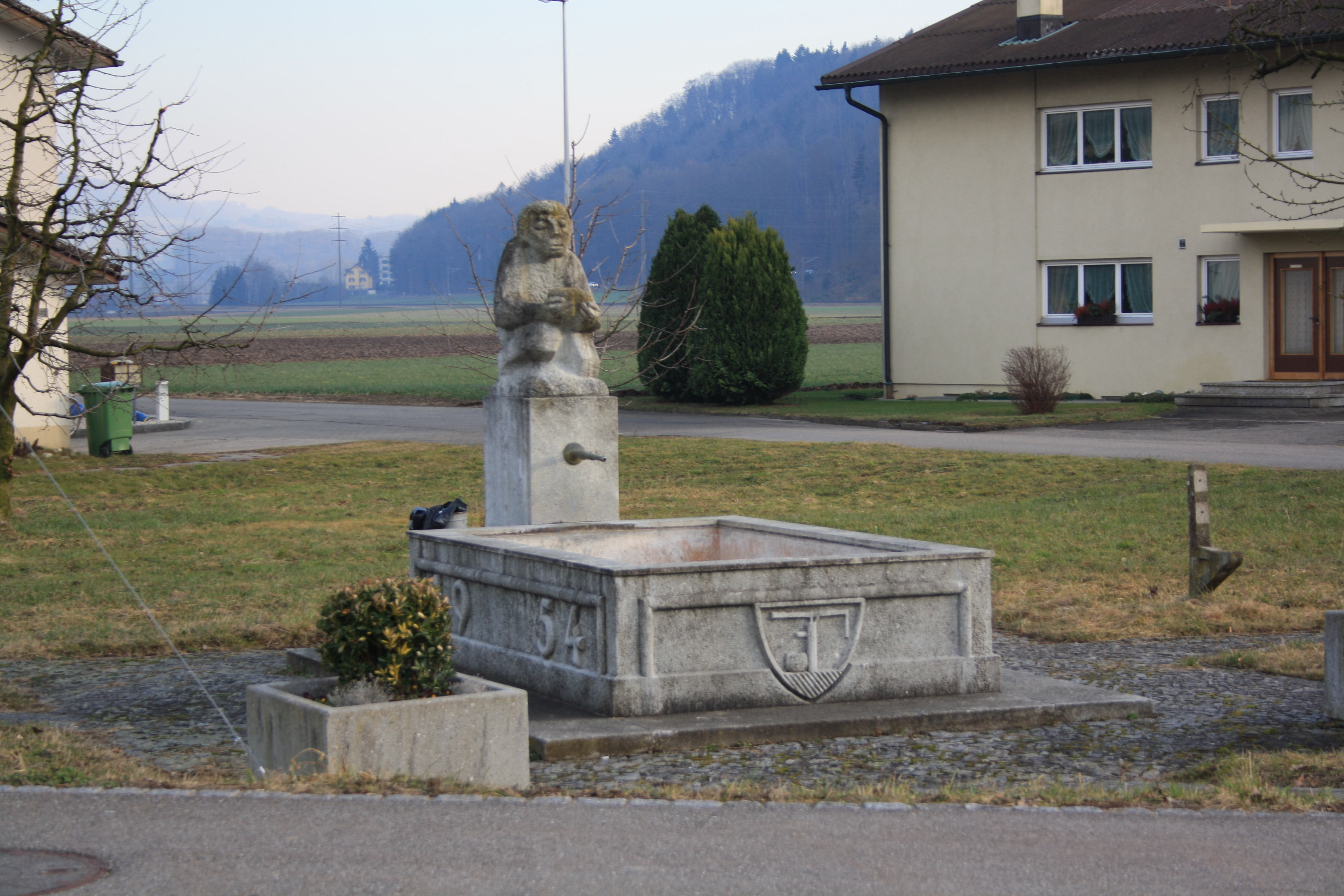

富爾-羅伊恩塔爾是瑞士的城鎮，位於該國北部，由阿爾高州負責管轄，面積4.82平方公里，海拔高度315米，2012年人口804，六成半人口信奉羅馬天主教，人口密度每平方公里167人。